# Dell Axim

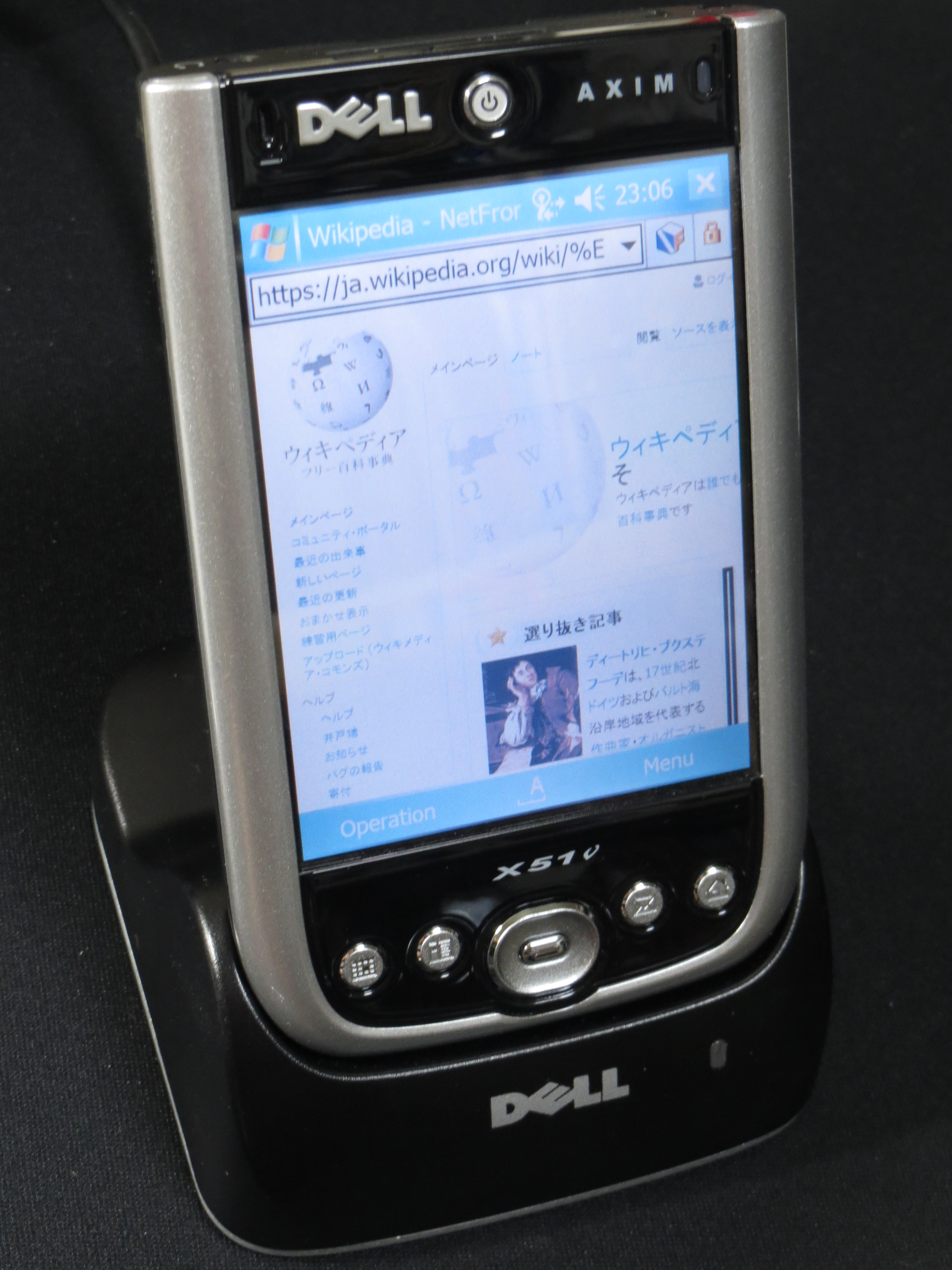
Dell Axim X51v de 2005.

Dell Axim é uma série de personal digital assistants (PDAs) produzidos pela Dell entre 2002 e 2007 que rodam o sistema operacional Pocket PC e Windows Mobile.
Os modelos lançados geralmente vinham com uma versão básica e uma avançada, o primeiro modelo produzido foi o X5 em 2002, seguido pelo X3 em 2003, X30 e X50 em 2004 e X51 em 2005.